# 和田勝
和田 勝（わだ まさる、1944年4月2日 - ）は、日本の生物学者（比較内分泌学）。東京医科歯科大学教養部教授を経て、同大学名誉教授。

## 人物
東京都世田谷区出身。1963年東京都立新宿高等学校卒業。1969年に東京大学理学部生物学科動物学卒業、1974年東京大学理学系研究科動物学専門課程を修了して理学博士号を賜る。日本学術振興会奨励研究員としてアメリカ合衆国に渡り、ワシントン大学動物学部でReseach Associateを1年間、勤めたのち、1975年に東京医科歯科大学医用器材研究所（現生体材料工学研究所）助手、1984年に同大学教養部助教授、1987年より教授。付属図書館分館長、教養部長を経て、2010年定年により退職。
ウズラやウグイスなどを使った鳥類内分泌学の研究で知られる。退職後は、いくつかの大学で非常勤講師として生物学を教えるとともに、執筆活動、環境省の委員などを務めている。

## 著書

### 単著
- 「基礎から学ぶ生物学・細胞生物学（第3版）」羊土社　2015年
- 「生物学の基礎 生き物の不思議を探る」　東京化学同人　2012年
- 「比較内分泌学入門 ホルモンから見た生命現象と進化シリーズI」　裳華房　2017年

### 編著・分担
- 「動物解剖図」（日本動物学会編）　丸善　1990年　分担執筆
- Endocrinology of Birds: Molecular to Behavioral.　Japan Scientific Society Press/Springer Verlag, Tokyo and Berlin（1990）編著
- 「ホルモン実験ハンドブック 1.飼育と手技」（日本比較内分泌学会編）学会出版センター　1991年　分担執筆
- 「これからの鳥類学」（山岸哲・樋口広芳編）裳華房　2002年　分担執筆
- 「生命を操るホルモン」（日本比較内分泌学会編）　講談社ブルーバックス　2003年　編著分担
- 「鳥類学辞典」（山岸哲・森岡弘之・樋口広芳監修）　昭和堂　2004年　関連項目執筆
- 「生物学入門（第2版）」（石川統・大森正之・嶋田正和編）東京化学同人　2013年　分担執筆